# Mousse (film)
Mousse är en svensk independentfilm från 2012  med regi och manus av John Hellberg.
I mars 2013 uttogs Mousse för tävlan vid filmfestivalen SXSW South by Southwest. Mousse har sedan dess vunnit ett stort antal utmärkelser

## Handling
Det är febrig högsommar och årets största hästtävlingar är i full gång. I en tobaksbutik i utkanten av staden tvistar Maggan med ägaren Washington om priset på sina satsningar när de avbryts av en desperat fransman vid namn Mousse. Mousses plan är att råna tobaksbutiken på dagens kassa, frita sin kompanjon från häktet och fly landet.

## Rollista
- Stéphane Bertola – Mousse
- Gunnar Ernblad – Törner
- Marienette Dahlin – Maggan
- Roberto Gonzalez – Washington
- Jonas Ahlgren – Sigge
- Göran Åman – Lucien
- Patrik A. Edgren – polis
- Raymond Ansbro – polis
- Viktor Friberg – polis
- Sven Gatenmalm – polis
- Ingrid Jensen – Majken
- Arne Nordh – plit
- Tony Verho – plit